# Xuxa (álbum)
Xuxa (também conhecido como Xuxa En Español ou Xuxa 1) é o sexto álbum de estúdio e o primeiro em língua espanhola da artista musical brasileira Xuxa. Lançado inicialmente pela RCA e BMG na Argentina em 18 de novembro de 1989, o álbum posteriormente chegou a países como Estados Unidos, Equador, Chile, Espanha e Portugal. No Brasil, sua estreia ocorreu em 1990 pela Som Livre.

## Antecedentes
Xuxa se tornou muito popular no Brasil e em outros países da América Latina. Sua música fez parte do Xou da Xuxa, e o sucesso da canção "Ilariê" levou à gravação de uma compilação com músicas de seus três primeiros álbuns em português, agora em espanhol. Como não falava espanhol, Xuxa fez um curso intensivo focado especialmente na pronúncia para interpretar as canções do álbum. As letras foram adaptadas, como no caso dos nomes dos personagens da música "Bombom," para manter a estrutura rítmica. Embora a composição não tenha sido reescrita, muitas mudanças ocorreram durante a mixagem.
O álbum em espanhol reúne as músicas mais populares de Xuxa, incluindo "Ilariê" ("Ilarié"), "Doce Mel" ("Dulce Miel"), "Arco-Íris" ("Arco Iris"), "Dança da Xuxa" ("Danza de Xuxa") e "Brincar de Índio" ("Juguemos a Los Indios").

## Produção
O álbum foi produzido por Michael Sullivan, Paulo Massadas e Guto Graça Mello, com coordenação artística de Max Pierre e Guto Graça Melo. As gravações ocorreram nos estúdios da Som Livre, no Rio de Janeiro, Brasil.

## Lançamento e recepção
O álbum foi lançado pela primeira vez na Argentina no final de 1989, seguindo com lançamentos nos Estados Unidos, Equador, Chile, Espanha, Portugal e outros países. No Brasil, o álbum estreou em 1990 pela Som Livre.  O design da capa, contracapa e encarte foi adaptado em cada país para refletir as diferenças nas letras e informações musicais. Em algumas versões, um texto na capa indica a pronúncia correta do nome da artista: "Shu-sha." Em 1994, a PolyGram relançou o álbum Xuxa em fita cassete, junto com El Pequeño Mundo.
Para promover o álbum, Xuxa fez aparições em Los Angeles, Miami, Cidade do México e no Festival de Viña del Mar, no Chile, o que ajudou a aumentar as vendas do disco internacionalmente. Fontes divergem quanto ao número de cópias vendidas pelo álbum, as vendas variam entre 2 milhões de cópias, 3 milhões, ou até mesmo 5,2 milhões.

## Lista de faixas
| N.º            | Título                                         | Compositor(es)                                                         | Produtor(es)                    | Duração |  |
| 1.             | "Ilarié" ("Ilariê")                            | Cid Guerreiro Dito Ceinha Cristina Larraura (versão)                   | Michael Sullivan Paulo Massadas | 5:28    |  |
| 2.             | "Arco Iris" ("Arco-Íris")                      | Michael Sullivan Paulo Massadas Anna Penido Graciela Carballo (versão) | Sullivan Massadas               | 4:35    |  |
| 3.             | "Bombón" ("Bombom")                            | Sullivan Massadas Carballo (versão)                                    | Sullivan Massadas               | 4:10    |  |
| 4.             | "Quiero Pan" ("Quem Qué Pão?")                 | Tuza J. Correia Carballo (versão)                                      | Guto Graça Mello                | 1:52    |  |
| 5.             | "Campeón" ("Campeão")                          | L. Robles C. Rossini Conceição Azevedo Carballo (versão)               | Sullivan Massadas               | 3:43    |  |
| 6.             | "Dulce Miel" ("Doce Mel (Bom Estar Com Você)") | Cláudio Rabello Renato Corrêa Larraura (versão)                        | Mello                           | 3:23    |  |
| 7.             | "Danza de Xuxa" ("Dança da Xuxa")              | Prêntice Ronaldo Monteiro de Souza Carballo (versão)                   | Sullivan Massadas               | 3:28    |  |
| 8.             | "Juguemos A Los Indios" ("Brincar de Índio")   | Sullivan Massadas Larraura (versão)                                    | Sullivan Massadas               | 4:32    |  |
| 9.             | "Receta de Xuxa" ("Rexeita da Xuxa")           | Arnaldo Freitas Mônica Freitas Larraura (versão)                       | Sullivan Massadas               | 3:32    |  |
| 10.            | "El Circo" ("O Circo")                         | Prêntice Paulo C. Barros Monteiro de Souza Larraura (versão)           | Sullivan Massadas               | 3:21    |  |
| Duração total: | Duração total:                                 | Duração total:                                                         | Duração total:                  | 38:00   |  |

## Desempenho nas paradas musicais

### Posições
| Ano  | Chart                                 | Melhor posição |
| ---- | ------------------------------------- | -------------- |
| 1990 | Billboard Latin Pop Albums            | 4              |
| 1990 | Hot Latin Songs (Ilarié)              | 11             |
| 1990 | Cash Box Puerto Rico Latin Albums     | 2              |
| 1990 | Cash Box New York Latin LPs           | 7              |
| 1990 | Cash Box Los Angeles Latin LPs        | 11             |
| 1990 | Cash Box Texas Latin LPs              | 14             |
| 1990 | Hit Parade São Francisco (Ilarié)     | 7              |
| 1990 | Hit Parade Nova Orleans (Arco-Íris)   | 8              |
| 1990 | Hit Parade Washington (Danza de Xuxa) | 6              |
| 1990 | Chile Singles (Ilarié)                | 1              |
| 1990 | Chile Singles (Danza de Xuxa)         | 1              |
| 1990 | Chile LPs                             | 4              |
| 1990 | Hit Parade Santiago (Ilarié)          | 2              |
| 1991 | CAPIF Albums                          | 2              |
| 1991 | Billboard Albums                      | 5              |
| 1991 | Music & Media Top 10 Albums (Spain)   | 4              |
| 1991 | Music & Media European Top 100 Albums | 63             |
| 1992 | Colômbia Singles (Ilarié)             | 1              |
| 1992 | Argentina Albums                      | 4              |
| 2017 | Uruguai Spotify Viral Songs (Ilarié)  | 5              |
| 2022 | Islândia Spotify Viral Songs (Ilarié) | 2              |

## Prêmios e indicações
| Ano  | Prêmio            | Categoria                | Indicado | Resultado |
| ---- | ----------------- | ------------------------ | -------- | --------- |
| 1990 | Premio Lo Nuestro | Melhor Artista Revelação | Xuxa     | Indicado  |

## Certificações e vendas
| Região | Certificação | Estimativas de vendas |
| --- | ------------ | --------------------- |
| Argentina (CAPIF) | 5× Platina   | 400.000               |
| Brasil (Pro-Música Brasil) | Ouro         | 170.437               |
| Chile (IFPI) | 8× Platina   | 500.000               |
| Espanha (Promusicae) | 2× Platina   | 200.000*              |
| México | Ouro         | 500.000               |
| Peru | Ouro         |                       |
| Uruguai | Ouro         |                       |
| EUA/ Porto Rico | Ouro         | 1.000.000             |
| Venezuela | Ouro         |                       |
| Paraguai | Ouro         |                       |
| Equador | Ouro         |                       |
| Honduras | Ouro         |                       |
| Guatemala | Ouro         |                       |
| Resumos |              |                       |
| Mundialmente | —            | 2.000.000 / 5.200.000 |
| *vendas baseadas apenas na certificação ^distribuições baseadas apenas na certificação xdistribuições não-especificadas baseadas apenas na certificação |              |                       |

## Histórico de lançamentos
| País      | Data | Formato(s) | Gravadora             |
| --------- | ---- | ---------- | --------------------- |
| Argentina | 1989 | LP cassete | RCA                   |
| Brasil    | 1990 | LP cassete | Som Livre             |
| Espanha   | 1990 | Cassete    | RCA BMG               |
| EUA       | 1990 | LP CD      | Globo Records         |
| México    | 1990 | Cassete CD | RCA Globo Records BMG |
| Peru      | 1990 | Cassete    | RCA                   |
| Portugal  | 1990 | CD         | BMG PolyGram          |
| Venezuela | 1990 | Cassete    | RCA                   |